# Seconde Constitution provisoire de la république de Chine
Après la victoire de la révolution chinoise de 1911, le gouvernement provisoire de la république de Chine, dirigé par Sun Yat-sen, élabore la première constitution provisoire, dite Constitution de Nankin. Après l'abdication du dernier Empereur, une seconde Constitution provisoire de la république de Chine est promulguée le 11 mars 1912,. Elle est en vigueur jusqu'au 10 octobre 1923, avec une interruption entre le 1er mai 1914 et le  29 juin 1917, période pendant laquelle elle est remplacée par une première « nouvelle Constitution provisoire », par Yuan Che-k'ai qui prend alors le contrôle du pays.

## Périmètre d'application
La Constitution s'applique aux dix-huit provinces chinoises, à la Mongolie intérieure, à la Mongolie extérieure, aux « trois provinces de Mandchourie » , au Tibet et au Turkestan. Les citoyens mentionnés dans la Constitution, et notamment les citoyens qui jouissent du droit de vote, sont uniquement les citoyens de sexe masculin.

## Répartition des pouvoirs
Elle est fortement inspirée de la structure des pouvoirs en vigueur au sein de la Troisième République française : afin de prévenir les ambitions de Yuan Che-k'ai, les pouvoirs du président sont inexistants en l'absence d'une autorisation préalable de chaque décision par le Parlement.